# Carlos Seigelshifer
Carlos Seigelshifer (* 3. September 1928; † 18. Juli 2021) war ein argentinischer Gewichtheber.

## Karriere
Carlos Seigelshifer gewann bei den Panamerikanischen Spielen 1955 die Bronzemedaille in der Klasse bis 90 kg. Ein Jahr später nahm er an den Olympischen Sommerspielen 1956 in Melbourne teil. In der Klasse bis 90 kg hatte er drei ungültige Versuche und blieb somit ohne Platzierung.